# Rubus pascuus
Rubus pascuus es una especie de planta del género Rubus, perteneciente a la familia Rosaceae.

## Taxonomía
Rubus pascuus fue descrita por Liberty Hyde Bailey en 1943.

## Distribución
Se encuentra en el territorio centro y este de Estados Unidos.